# Muck (eiland)
Muck is een klein eiland van de Binnen-Hebriden met ongeveer 30 inwoners. Het hoogste punt is de berg Beinn Airein (137 meter).